# Amina Rouba
Amina Rouba, née le 9 janvier 1986 à Bethioua, est une rameuse algérienne. 

## Carrière
Amina Rouba est médaillée d'argent en deux de couple poids légers avec Hafida Chaouch aux  Jeux africains de 2007.
Elle est arrivée en 26e place au Skiff féminin aux Jeux olympiques d'été de 2012 en se plaçant en 2e place de la finale E.
Elle est médaillée d'argent en skiff et médaillée d'or en deux de couple, en skiff poids légers et en deux de couple poids légers aux Championnats d'Afrique d'aviron 2012. Elle remporte la médaille d'or en skiff poids légers, en deux de couple et en deux de couple poids légers aux Championnats d'Afrique d'aviron 2013 ainsi qu'aux Championnats d'Afrique d'aviron 2014 à Tipaza.
Aux Championnats d'Afrique d'aviron 2015, elle remporte quatre médailles d'or (skiff, skiff poids légers, deux de couple et deux de couple poids légers).
Elle prend la 21e place au Skiff féminin aux Jeux olympiques d'été de 2016 en se plaçant en 3e place de la finale D.
Aux Championnats d'Afrique d'aviron 2017, elle remporte l'or en skiff poids légers et en deux de couple ainsi que la médaille de bronze en skiff.
Elle remporte la médaille d'or en couple mixte et la médaille d'argent en skiff des Jeux africains de plage de 2019 à Sal.
Elle est médaillée d'or en skiff poids légers ainsi qu'en skiff sprint poids légers lors des Jeux africains de 2019.
Elle remporte aux Championnats d'Afrique d'aviron 2019 la médaille d'or en deux de couple poids légers et la médaille de bronze en skiff poids légers et en deux de couple.
Amina Rouba a décroché, hier, la médaille de bronze de l'épreuve léger 500 m des Championnats du monde d'aviron en salle 2021